# Miljenko Licul
Miljenko Licul (geboren am 6. August 1946 in Vodnjan, Julisch Venetien; gestorben am 16. März 2009 in Ljubljana) war ein slowenischer Grafikdesigner kroatischer Herkunft. Er entwarf für Slowenien eine Reihe von Münzen und Briefmarken, amtliche Dokumente und andere Gebrauchsgrafik. Er arbeitete häufig mit dem slowenischen Bildhauer Janez Boljka und mit seiner Tochter Maja Licul zusammen.

## Leben und Werk

5 Cent, „Sämann“ von Ivan Grohar (seit 2007)

50 Cent, Berg Triglav und Sternbild des Krebses (seit 2007)

Miljenko Licul wurde als Sohn istrischer Kroaten in der Stadt Vodnjan geboren, die sich in dem von der Jugoslawischen Volksarmee besetzten Teil Julisch Venetiens, der späteren Zone B befand. Licul zog bereits in seiner Jugend nach Slowenien und verbrachte dort fast sein ganzes Leben.
Licula war ein Mitbegründer der Gruppe Znak und Leiter der Grafikstudios Zodiak und Diptih. Er lehrte einige Jahre lang an der Akademie für Bildende Künste der Universität Ljubljana.
1991 gewann Miljenko Licul den Wettbewerb zum Entwurf der von 1991 bis 2006 umlaufenden slowenischen Banknoten und Münzen, des slowenischen Tolar. Die neun verschiedenen Banknoten zeigten Porträts bedeutender Slowenen, nach Arbeiten des Malers Rudi Španzel. Die Münzen wurden von Licul mit Zvone Kosovelj entworfen und von dem Bildhauer und Medailleur Janez Boljka modelliert. Die neun Wertstufen zeigen Tiere der slowenischen Fauna. Als zum 1. Januar 2007 der Euro eingeführt wurde, wurden die Bildseiten der acht slowenischen Euromünzen mit unterschiedlichen Symbolen der slowenischen Geschichte und Kultur versehen. Die Entwürfe stammten wiederum von Miljenko Lucil, diesmal in Zusammenarbeit mit seiner Tochter Maja Licul, die Umsetzung besorgte erneut Janez Boljka.
Neben den slowenischen Banknoten und Münzen entwarf Licul einige Briefmarken und Dokumente wie slowenische Reisepässe, Personalausweise und Krankenversicherungsausweise. zu seinen Arbeiten gehört das Corporate Design der slowenischen Nationalgalerie.

Münzentwürfe von Miljenko und Maja Licul
1 Cent, Storch
2 Cent, Fürstenstein
10 Cent, Entwurf für ein Parlamentsgebäude von Jože Plečnik
20 Cent, zwei Lipizzaner
1 Euro, Primož Trubar
2 Euro, France Prešeren

## Ausstellungen
- Eingangshalle der slowenischen Nationalgalerie in Ljubljana (Februar bis Mai 2011)[4]
- Mimara-Museum in Zagreb (Dezember 2011)[1]

## Auszeichnungen
- Preis der Prešeren-Stiftung, für seine Leistungen im Grafikdesign (1985)[2]
- Plečnik-Preis für Design, Architektur und Städteplanung (1988)
- Prešeren-Preis, für sein Lebenswerk, mit dem Übersetzer Janez Gradišnik (2007)[5]